# Cochlearia danica
Cochlearia danica L. (1753) es una especie de planta fanerógama de la familia Brassicaceae. 

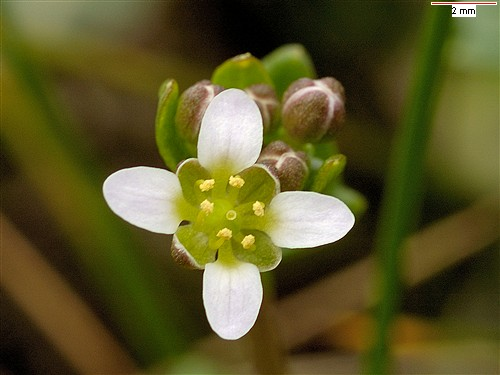
Flor.

## Distribución y hábitat
Es nativa de la costa del norte de Europa desde Noruega hasta España y Portugal donde crece en terrenos arenosos o rocosos, cerca del mar y también a lo largo de las vías del ferrocarril.

## Descripción
Es una planta herbácea perenne de pequeño tamaño,hasta 3 cm, que puede alcanzar los 20 cm en fructificación. Las hojas caulinares superiores son pecioladas tienen forma triangular de bordes redondeados a ovaladas y margen entero mientras que las hojas caulinares medias, también pecioladas, son palmadas. Las hojas basales poseen un largo peciolo y tienen forma reniforme y margen entero. La floración se produce en un racimo erecto de 8 cm o péndulo, en cuyo caso alcanza hasta los 20 cm de longitud, de flores blancas a violetas. Los frutos son ovoides y de hasta 7 mm.

## Nombre común
- Castellano: hierba de las cucharas.[2]